# Fryderyk III (książę Saksonii-Gothy-Altenburga)
Fryderyk III (ur. 14 kwietnia 1699 w Gocie, zm. 10 marca 1772 tamże) – książę Saksonii-Gothy-Altenburga. Jego władztwo było częścią Świętego Cesarstwa Rzymskiego. Pochodził z rodu Wettynów.

## Życiorys
Urodził się jako najstarszy syn (drugie spośród dziewiętnaściorga dzieci) księcia Saksonii-Gotha-Altenburg Fryderyka II i jego żony księżnej Magdaleny Augusty Anhalt-Zerbst. Na tron wstąpił po śmierci ojca 23 marca 1732. Sprawował regencję w imieniu małoletnich książąt Saksonii-Meiningen – Karola Fryderyka (1732-1733) oraz Saksonii-Weimar-Eisenach – Ernesta Augusta II (od stycznia do listopada 1748).
17 września 1729 w Gocie poślubił swoją siostrę cioteczną – księżniczkę Saksonii-Meiningen Ludwikę Dorotę. Para miała dziewięcioro dzieci:
- księcia Fryderyka (1735-1756)
- księżniczkę Ludwikę (1735-1735)
- syna (1735-1735)
- syna (1739-1739)
- syna (1739-1739)
- księżniczkę Fryderykę Ludwikę (1741-1776)
- Ernesta II (1745-1804), kolejnego księcia Saksonii-Gotha-Altenburg
- księżniczkę Zofię (1746-1746)
- księcia Augusta (1747-1806)